# Zeeraaf
De zeeraaf of zwarte ombervis (Sciaena umbra) is een baarsachtige vis uit de familie ombervissen (Sciaenidae). De wetenschappelijke naam van de soort werd in 1758 gepubliceerd door Carl Linnaeus.

## Kenmerken
De zeeraaf bereikt een lengte van maximaal 50 cm en kan 7 kg zwaar worden. De vis heeft een grote ronde kop met een puntige, iets onderstandige bek en een eivormig lichaam. De staartvin heeft een rechte achterkant met een zwarte rand. De driehoekige voorste rugvin is duidelijk gesepareerd van de tweede en langere rugvin. De vis heeft lange buik- en anale vinnen waarvan de voorste vinstraal opvallend wit is. 

## Leefwijze
Het voedsel van deze voornamelijk nachtactieve vissen bestaat in hoofdzaak uit kleine vissen en ongewervelde bodemdieren. Ze kunnen geluiden produceren dankzij bepaalde spieren die zich bevinden rondom de zwemblaas.

## Verspreiding en leefgebied
De vis komt in de Middellandse Zee vaak in kleine scholen voor in ondiepe kustwateren boven zandbodems of tussen rotsen of zeewieren en in grotten. De vis wordt ook gevangen langs de Afrikaanse en Europese kust in de Atlantische Oceaan.

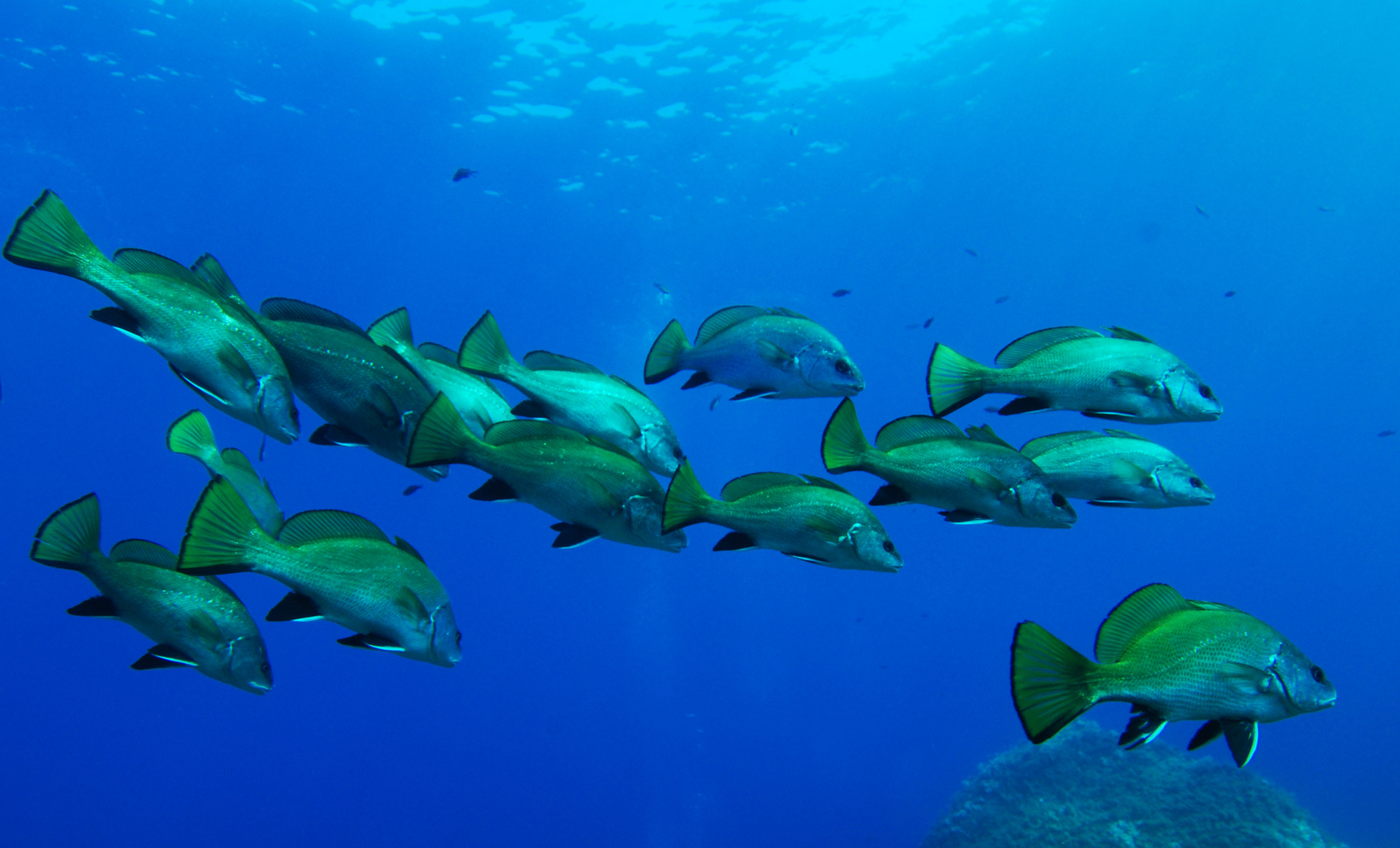
School zeeraven in Middellandse Zee

## Synonymie
- Sciaena umbra Linnaeus, 1758
  - Bairdiella umbra (Linnaeus, 1758)
  - Corvina umbra (Linnaeus, 1758)
  - Johnius umbra (Linnaeus, 1758)
- Sciaena nigra Bloch, 1792
- Coracinus chalcis Pallas, 1814
- Corvina canariensis Cuvier, 1830